# Barbus brichardi
Barbus brichardi е вид лъчеперка от семейство Шаранови (Cyprinidae).

## Разпространение
Видът е разпространен в Габон.